# Inriville
Inriville är en ort i Argentina.   Den ligger i provinsen Córdoba, i den centrala delen av landet, 400 km nordväst om huvudstaden Buenos Aires. Inriville ligger 108 meter över havet och antalet invånare är 3 778.
Terrängen runt Inriville är mycket platt. Runt Inriville är det glesbefolkat, med 10 invånare per kvadratkilometer.. Inriville är det största samhället i trakten.
Trakten runt Inriville består till största delen av jordbruksmark.